# Talsperre Ranhados
Die Talsperre Ranhados (portugiesisch Barragem de Ranhados) liegt in der Region Mitte Portugals im Distrikt Guarda. Sie staut den Torto, einen linken (südlichen) Nebenfluss des Douro zu einem Stausee auf. Die Kleinstadt Penedono befindet sich ungefähr vier Kilometer südwestlich der Talsperre.
Mit dem Projekt zur Errichtung der Talsperre wurde im Jahre 1982 begonnen. Der Bau wurde 1986 fertiggestellt. Die Talsperre dient der Trinkwasserversorgung. Sie ist im Besitz der Associação de Municípios do Rio Torto, dem Verbund der Anrainer-Kreise des Flusses Torto.

## Absperrbauwerk
Das Absperrbauwerk ist eine Gewichtsstaumauer aus Beton mit einer Höhe von 41,4 m über der Gründungssohle (38,4 m über dem Flussbett). Die Mauerkrone liegt auf einer Höhe von 719 m über dem Meeresspiegel. Die Länge der Mauerkrone beträgt 292 m und ihre Breite 3 m. Das Volumen der Staumauer umfasst 72.000 m³.
Die Staumauer verfügt sowohl über einen Grundablass als auch über eine Hochwasserentlastung. Über den Grundablass können maximal 2,6 m³/s abgeleitet werden, über die Hochwasserentlastung maximal 215 m³/s. Das Bemessungshochwasser liegt bei 265 m³/s; die Wahrscheinlichkeit für das Auftreten dieses Ereignisses wurde mit einmal in 500 Jahren bestimmt.

## Stausee
Beim normalen Stauziel von 716 m (maximal 717,4 m bei Hochwasser) erstreckt sich der Stausee über eine Fläche von rund 0,178 km² und fasst 2,57 Mio. m³ Wasser – davon können 1,79 Mio. m³ genutzt werden. Das minimale Stauziel liegt bei 701,3 m.